# Ommatius macroscelis
Ommatius macroscelis är en tvåvingeart som beskrevs av Mario Bezzi 1906. Ommatius macroscelis ingår i släktet Ommatius och familjen rovflugor. Inga underarter finns listade i Catalogue of Life.